# Seznam katastrálních území v okrese Písek
V této tabulce je uveden kompletní výčet katastrálních území Okresu Písek, včetně rozlohy a sídel, které na nich leží.
| Název KÚ                | Sídla                                                                                    | Obec                    | km2   |
| ----------------------- | ---------------------------------------------------------------------------------------- | ----------------------- | ----- |
| A                       | A                                                                                        | A                       |       |
| Albrechtice nad Vltavou | Albrechtice nad Vltavou, Hladná, Újezd                                                   | Albrechtice nad Vltavou | 13,01 |
| Bernartice u Milevska   | Bernartice                                                                               | Bernartice              | 6,59  |
| Bilina                  | Bilina                                                                                   | Veselíčko               | 2,11  |
| Bilinka                 | Bilinka                                                                                  | Bernartice              | 3,14  |
| Blehov                  | Blehov, Zbislav                                                                          | Zhoř                    | 4,79  |
| Bojenice                | Bojenice                                                                                 | Bernartice              | 3,66  |
| Boješice                | Boješice                                                                                 | Mirovice                | 2,42  |
| Borečnice               | Borečnice                                                                                | Čížová                  | 6,35  |
| Borovany u Milevska     | Borovany                                                                                 | Borovany                | 6,37  |
| Bořice u Mirotic        | Bořice                                                                                   | Mirotice                | 2,33  |
| Bošovice u Čížové       | Bošovice                                                                                 | Čížová                  | 5,55  |
| Boudy                   | Boudy                                                                                    | Boudy                   | 10,01 |
| Božetice                | Božetice                                                                                 | Božetice                | 11,75 |
| Branice                 | Branice                                                                                  | Branice                 | 5,05  |
| Branišovice u Ratiboře  | Branišovice, Hněvanice, Záluží                                                           | Chyšky                  | 6,86  |
| Brloh u Drhovle         | Brloh                                                                                    | Drhovle                 | 7,09  |
| Březí u Kovářova        | Březí, Hostín, Záluží                                                                    | Kovářov                 | 3,89  |
| Březí u Milevska        | Březí                                                                                    | Zhoř                    | 1,84  |
| Cerhonice               | Cerhonice, Obora u Cerhonic                                                              | Cerhonice               | 9,5   |
| Čimelice                | Čimelice                                                                                 | Čimelice                | 7     |
| Dědovice                | Dědovice                                                                                 | Ostrovec                | 8,85  |
| Dmýštice                | Dmýštice                                                                                 | Milevsko                | 3,43  |
| Dobešice                | Dobešice                                                                                 | Kluky                   | 3,26  |
| Dobrá Voda u Kovářova   | Dobrá Voda                                                                               | Kovářov                 | 0,75  |
| Dobrošov u Hrazan       | Dobrošov                                                                                 | Hrazany                 | 2,32  |
| Dolní Nerestce          | Dolní Nerestce                                                                           | Nerestce                | 2,56  |
| Dolní Novosedly         | Dolní Novosedly, Horní Novosedly                                                         | Dolní Novosedly         | 2,67  |
| Dolní Ostrovec          | Dolní Ostrovec                                                                           | Ostrovec                | 5,37  |
| Drhovle                 | Drhovle Ves, Drhovle Zámek                                                               | Drhovle                 | 4,9   |
| Držkrajov               | Držkrajov                                                                                | Přeštěnice              | 3,39  |
| Držov                   | Držov                                                                                    | Vojníkov                | 5,14  |
| Hanov                   | Hanov                                                                                    | Zběšičky                | 2,41  |
| Heřmaň                  | Heřmaň                                                                                   | Heřmaň                  | 7,05  |
| Horní Nerestce          | Horní Nerestce                                                                           | Nerestce                | 2,12  |
| Horní Ostrovec          | Horní Ostrovec                                                                           | Ostrovec                | 6,34  |
| Horní Záhoří u Písku    | Dolní Záhoří, Horní Záhoří                                                               | Záhoří                  | 3,99  |
| Horosedly               | Horosedly                                                                                | Horosedly               | 5,77  |
| Hradiště u Písku        | Hradiště                                                                                 | Písek                   | 5,42  |
| Hrazánky                | Hrazánky                                                                                 | Hrazany                 | 1,79  |
| Hrazany                 | Hrazany                                                                                  | Hrazany                 | 2,63  |
| Hrejkovice              | Hrejkovice, Chlumek                                                                      | Hrejkovice              | 6,28  |
| Chrást u Zahořan        | Chrást                                                                                   | Kovářov                 | 8,84  |
| Chrastiny               | Chrastiny                                                                                | Dolní Novosedly         | 2,81  |
| Chřešťovice             | Chřešťovice                                                                              | Albrechtice nad Vltavou | 5,23  |
| Chvaletice u Protivína  | Chvaletice                                                                               | Protivín                | 6,12  |
| Chyšky                  | Hrachov, Chyšky, Nová Ves                                                                | Chyšky                  | 3,18  |
| Jamný                   | Jamný                                                                                    | Záhoří                  | 3,97  |
| Jarotice                | Jarotice                                                                                 | Mirotice                | 1,3   |
| Jehnědno                | Jehnědno                                                                                 | Albrechtice nad Vltavou | 7,85  |
| Jestřebice              | Jestřebice                                                                               | Bernartice              | 4,05  |
| Jetětice                | Červená, Jetětice                                                                        | Jetětice                | 13,75 |
| Jickovice               | Jickovice, Varta                                                                         | Jickovice               | 11,35 |
| Kakovice                | Kakovice                                                                                 | Mirovice                | 1,59  |
| Kašina Hora             | Kašina Hora                                                                              | Záhoří                  | 3,07  |
| Klisín                  | Klisín                                                                                   | Milevsko                | 2,9   |
| Klisinec                | Klisinec                                                                                 | Hrazany                 | 1,75  |
| Kluky u Písku           | Březí, Kluky                                                                             | Kluky                   | 10,35 |
| Kolišov                 | Kolišov, Ráb                                                                             | Bernartice              | 2,74  |
| Kostelec nad Vltavou    | Kostelec nad Vltavou                                                                     | Kostelec nad Vltavou    | 9,88  |
| Kovářov                 | Kovářov                                                                                  | Kovářov                 | 5,2   |
| Kožlí u Čížové          | Kožlí u Čížové                                                                           | Předotice               | 5,04  |
| Kožlí u Orlíka          | Kožlí                                                                                    | Kožlí                   | 4,34  |
| Králova Lhota           | Králova Lhota                                                                            | Králova Lhota           | 4,87  |
| Krašovice u Čížové      | Krašovice                                                                                | Čížová                  | 4,88  |
| Krč u Protivína         | Krč                                                                                      | Protivín                | 6,03  |
| Krsice                  | Krsice                                                                                   | Čimelice                | 3,29  |
| Křenovice               | Křenovice                                                                                | Křenovice               | 6,11  |
| Křešice u Čížové        | Křešice, Předotice                                                                       | Předotice               | 2,69  |
| Křižanov u Branic       | Křižanov                                                                                 | Křižanov                | 3,35  |
| Kučeř                   | Kučeř                                                                                    | Kučeř                   | 10,95 |
| Květov                  | Květov                                                                                   | Květov                  | 12,46 |
| Květuš                  | Kvašťov, Květuš                                                                          | Chyšky                  | 4,11  |
| Laziště                 | Laziště                                                                                  | Králova Lhota           | 5,92  |
| Lety                    | Lety                                                                                     | Lety                    | 8,16  |
| Lhota u Kestřan         | Lhota u Kestřan                                                                          | Kestřany                | 2,95  |
| Líšnice u Sepekova      | Líšnice                                                                                  | Sepekov                 | 8,25  |
| Louka nad Otavou        | Louka                                                                                    | Vojníkov                | 4,46  |
| Lučkovice               | Lučkovice                                                                                | Mirotice                | 4,9   |
| Malčice u Mirotic       | Malčice                                                                                  | Předotice               | 4,35  |
| Maletice                | Maletice                                                                                 | Protivín                | 5,38  |
| Mezný                   | Mezný, Radíkovy, Voděrady                                                                | Chyšky                  | 3,35  |
| Milenovice              | Milenovice                                                                               | Protivín                | 8,21  |
| Milevsko                | Milevsko                                                                                 | Milevsko                | 15,33 |
| Minice u Mišovic        | Minice                                                                                   | Minice                  | 3,49  |
| Mirotice                | Mirotice, Rakovické Chalupy                                                              | Mirotice                | 8,25  |
| Mirovice                | Mirovice                                                                                 | Mirovice                | 5,28  |
| Mišovice                | Mišovice                                                                                 | Mišovice                | 3,08  |
| Mladotice u Drhovle     | Chlaponice, Mladotice                                                                    | Drhovle                 | 5,14  |
| Myslín                  | Myslín                                                                                   | Myslín                  | 4,17  |
| Myšenec                 | Myšenec                                                                                  | Protivín                | 2,15  |
| Nemějice                | Nemějice                                                                                 | Slabčice                | 3,56  |
| Nepodřice               | Malé Nepodřice, Velké Nepodřice                                                          | Dobev                   | 11,09 |
| Nevězice                | Nevězice                                                                                 | Nevězice                | 9,85  |
| Něžovice                | Něžovice                                                                                 | Milevsko                | 6,36  |
| Níkovice                | Níkovice                                                                                 | Hrejkovice              | 2,79  |
| Nosetín                 | Branišov, Nosetín, Růžená, Vilín                                                         | Chyšky                  | 3,73  |
| Nová Ves u Čížové       | Čížová, Nová Ves                                                                         | Čížová                  | 6,27  |
| Nová Ves u Protivína    | Nová Ves u Protivína, Žďárské Chalupy                                                    | Žďár                    | 11,15 |
| Nový Dvůr u Písku       | Nový Dvůr                                                                                | Písek                   | 3     |
| Ohař                    | Ohař, Řeteč                                                                              | Mirovice                | 4,01  |
| Okrouhlá u Branic       | Okrouhlá                                                                                 | Okrouhlá                | 4,38  |
| Oldřichov u Písku       | Oldřichov                                                                                | Dobev                   | 2,78  |
| Olešná nad Vltavou      | Olešná                                                                                   | Olešná                  | 5,25  |
| Orlík nad Vltavou       | Orlík nad Vltavou, Staré Sedlo                                                           | Orlík nad Vltavou       | 9,04  |
| Osek u Milevska         | Osek                                                                                     | Osek                    | 5,29  |
| Osletín                 | Osletín                                                                                  | Zhoř                    | 1,22  |
| Oslov                   | Oslov, Svatá Anna                                                                        | Oslov                   | 15,35 |
| Pamětice u Drhovle      | Dubí Hora, Pamětice                                                                      | Drhovle                 | 6,14  |
| Paseky u Písku          | Nuzov, Paseky                                                                            | Paseky                  | 25,18 |
| Pechova Lhota           | Pechova Lhota                                                                            | Hrejkovice              | 4,32  |
| Písecká Smoleč          | Březí, Písecká Smoleč                                                                    | Slabčice                | 9,55  |
| Písek                   | Budějovické Předměstí, Pražské Předměstí, Purkratice, Václavské Předměstí, Vnitřní Město | Písek                   | 38,04 |
| Plíškovice              | Plíškovice, Sochovice                                                                    | Mirovice                | 5,18  |
| Podchýšská Lhota        | Podchýšská Lhota                                                                         | Chyšky                  | 1,53  |
| Podolí I                | Podolí I, Podolsko, Rastory                                                              | Podolí I                | 8,96  |
| Podolí II               | Podolí II, Vadkovice                                                                     | Předotice               | 2,91  |
| Pohoří u Mirovic        | Pohoří, Slavkovice                                                                       | Mišovice                | 3,03  |
| Popovec u Zběšiček      | Popovec                                                                                  | Zběšičky                | 0,69  |
| Probulov                | Probulov                                                                                 | Probulov                | 3,47  |
| Protivín                | Protivín                                                                                 | Protivín                | 13,31 |
| Přeborov                | Přeborov                                                                                 | Přeborov                | 4,43  |
| Předbořice u Zahořan    | Předbořice                                                                               | Kovářov                 | 5,72  |
| Přeštěnice              | Mlčkov, Přeštěnice                                                                       | Přeštěnice              | 4,56  |
| Přílepov                | Přílepov                                                                                 | Kostelec nad Vltavou    | 3,97  |
| Putim                   | Putim                                                                                    | Putim                   | 10,41 |
| Radihošť                | Radihošť                                                                                 | Božetice                | 1,88  |
| Radobytce               | Obora u Radobytec, Radobytce                                                             | Mirotice                | 3,95  |
| Radvánov                | Radvánov                                                                                 | Kovářov                 | 2,61  |
| Rakov u Svatkovic       | Rakov                                                                                    | Bernartice              | 1,65  |
| Rakovice                | Rakovice                                                                                 | Rakovice                | 10,48 |
| Ratiboř                 | Nálesí, Ratiboř, Ratibořec                                                               | Chyšky                  | 5,97  |
| Ráztely                 | Ráztely                                                                                  | Mirovice                | 2,11  |
| Ražice                  | Ražice                                                                                   | Ražice                  | 4,89  |
| Rohozov                 | Rohozov                                                                                  | Chyšky                  | 1,57  |
| Rukáveč                 | Rukáveč                                                                                  | Milevsko                | 5,48  |
| Selibov                 | Selibov                                                                                  | Protivín                | 3,91  |
| Semice u Písku          | Semice                                                                                   | Písek                   | 3,38  |
| Sepekov                 | Sepekov                                                                                  | Sepekov                 | 17,62 |
| Skály u Protivína       | Budičovice, Skály                                                                        | Skály                   | 17,76 |
| Slabčice                | Slabčice                                                                                 | Slabčice                | 4,37  |
| Smetanova Lhota         | Karlov, Smetanova Lhota, Vrábsko                                                         | Smetanova Lhota         | 13,05 |
| Smrkovice               | Smrkovice                                                                                | Písek                   | 13,4  |
| Sobědraž                | Sobědraž                                                                                 | Kostelec nad Vltavou    | 15,11 |
| Soběšice u Předotic     | Soběšice                                                                                 | Předotice               | 1,23  |
| Srlín                   | Srlín                                                                                    | Bernartice              | 3,89  |
| Stará Dobev             | Nová Dobev, Stará Dobev                                                                  | Dobev                   | 7,41  |
| Staré Kestřany          | Kestřany                                                                                 | Kestřany                | 11,97 |
| Stehlovice              | Stehlovice                                                                               | Stehlovice              | 4,48  |
| Stráž u Mirotic         | Stráž                                                                                    | Mirotice                | 2,34  |
| Strážovice u Mirotic    | Strážovice                                                                               | Mirotice                | 2,53  |
| Střítež u Milevska      | Dobřemilice, Klokočov, Střítež                                                           | Vlksice                 | 5,19  |
| Svatkovice              | Svatkovice                                                                               | Bernartice              | 3,69  |
| Svatonice               | Svatonice                                                                                | Záhoří                  | 3,68  |
| Svučice                 | Draheničky, Svučice                                                                      | Mišovice                | 8,69  |
| Šamonice                | Šamonice                                                                                 | Předotice               | 3,23  |
| Šerkov                  | Pukňov, Šerkov                                                                           | Lety                    | 5,75  |
| Štětice                 | Štětice                                                                                  | Ražice                  | 5,83  |
| Tálín                   | Kukle, Tálín                                                                             | Tálín                   | 4,19  |
| Temešvár                | Temešvár                                                                                 | Temešvár                | 5,26  |
| Těšínov u Protivína     | Těšínov                                                                                  | Protivín                | 9,55  |
| Topělec                 | Topělec                                                                                  | Čížová                  | 4,74  |
| Touškov                 | Touškov                                                                                  | Mirovice                | 1,44  |
| Třebkov                 | Třebkov                                                                                  | Předotice               | 1,99  |
| Třešně u Záhoří         | Třešně                                                                                   | Záhoří                  | 3,04  |
| Tukleky u Oslova        | Tukleky                                                                                  | Oslov                   | 4,02  |
| Týnice                  | Týnice                                                                                   | Přeštěnice              | 1,83  |
| Údraž                   | Údraž                                                                                    | Albrechtice nad Vltavou | 10,64 |
| Varvažov                | Varvažov                                                                                 | Varvažov                | 11,42 |
| Velká u Milevska        | Velká                                                                                    | Milevsko                | 8,8   |
| Vepice                  | Vepice                                                                                   | Kovářov                 | 2,84  |
| Vesec                   | Kotýřina, Vesec                                                                          | Kovářov                 | 4,23  |
| Veselíčko u Milevska    | Veselíčko                                                                                | Veselíčko               | 2,4   |
| Vladyčín                | Řenkov, Vladyčín                                                                         | Kovářov                 | 3,87  |
| Vlastec                 | Červený Újezdec, Struhy, Vlastec                                                         | Vlastec                 | 7,5   |
| Vlksice                 | Vlksice                                                                                  | Vlksice                 | 3,18  |
| Vojníkov                | Vojníkov                                                                                 | Vojníkov                | 2,19  |
| Vráž u Písku            | Jistec, Nová Vráž, Stará Vráž                                                            | Vráž                    | 7,38  |
| Vrcovice                | Vrcovice                                                                                 | Vrcovice                | 5,52  |
| Vůsí                    | Vůsí                                                                                     | Květov                  | 3,28  |
| Záboří u Protivína      | Záboří                                                                                   | Protivín                | 6,73  |
| Zahořany                | Lašovice, Onen Svět, Zahořany                                                            | Kovářov                 | 7,48  |
| Zahrádka u Kovářova     | Zahrádka                                                                                 | Kostelec nad Vltavou    | 3,86  |
| Zálší u Sepekova        | Zálší                                                                                    | Sepekov                 | 2,65  |
| Zátaví                  | Zátaví                                                                                   | Kestřany                | 5,18  |
| Zbelítov                | Zbelítov                                                                                 | Zbelítov                | 3     |
| Zběšice                 | Zběšice                                                                                  | Bernartice              | 6,99  |
| Zběšičky                | Zběšičky                                                                                 | Zběšičky                | 2,82  |
| Zbonín                  | Štědronín-Plazy, Zbonín                                                                  | Varvažov                | 13,72 |
| Zhoř u Milevska         | Zhoř                                                                                     | Zhoř                    | 4,27  |
| Zlivice                 | Zlivice                                                                                  | Čížová                  | 8,32  |
| Zvíkovské Podhradí      | Zvíkovské Podhradí                                                                       | Zvíkovské Podhradí      | 4,36  |
| Žďár u Protivína        | Žďár                                                                                     | Žďár                    | 4,85  |
| Žebrákov u Zahořan      | Žebrákov                                                                                 | Kovářov                 | 4,99  |

Celková výměra 1126,77 km2